# Norman Ackermann
Norman Ackermann (ur. 13 sierpnia 1983 w Oldenburgu) – niemiecki szpadzista, srebrny medalista mistrzostw świata.
W 1999 roku zdobył indywidualnie brązowy medal na mistrzostwach świata kadetów w Keszthely. Na rozgrywanych rok później mistrzostwach świata kadetów w South Bend indywidualnie był najlepszy. Następnie zdobył drużynowo brąz na mistrzostwach świata juniorów w Gdańsku (2001) i srebro na mistrzostwach świata juniorów w Antalyi (2002). Ponadto zajął indywidualnie trzecie miejsce na mistrzostwach świata juniorów w Trapani (2003). 
Podczas mistrzostw świata w Hawanie w 2003 roku Niemcy w składzie: Jörg Fiedler, Norman Ackermann, Christoph Kneip i Wolfgang Reich zdobyli srebrny medal w zawodach drużynowych. Był też między innymi siódmy drużynowo na mistrzostwach świata w Petersburgu w 2007 roku.
Nigdy nie wziął udziału w igrzyskach olimpijskich.